# Ma tu mi ami?
Ma tu mi ami? (M' agapas?) è un film del 1989 diretto da Giōrgos Panousopoulos. È stato presentato in concorso alla 46ª Mostra internazionale d'arte cinematografica di Venezia.

## Trama
Un donnaiolo non più di primo pelo casca dal balcone nel tentativo di sbirciare la vicina seminuda e finisce in coma. La sua vedova acconsente alla donazione d'organi, ma l'uomo che ne riceve il cuore, per indole tutt'altro che guardone e donnaiolo, inizia a manifestare gli stessi "sintomi" del defunto.

## Distribuzione
Il film è stato presentato in anteprima alla 46ª Mostra internazionale d'arte cinematografica di Venezia il 10 settembre 1989. Ha avuto una distribuzione limitata nelle sale cinematografiche italiane, a Roma e Milano, a partire dallo stesso mese.

## Riconoscimenti
- 1989 – Mostra internazionale d'arte cinematografica[1]
  - In concorso per il Leone d'oro